# Not Me, Not I
A Not Me, Not I egy pop dal, melyet Gary Barlow, Delta Goodrem, Eliot Kennedy, és Jarrad Rogers írtak. 2003. szeptember 12-én jelent meg Ausztráliában a kislemez, melynek zenei producerei Barlow és Kennedy voltak.
A dal egy szerelmes szám, melyben az énekesnő arról a fájdalomról énekel mikor elveszti első szerelmét. Sokan úgy vélik, hogy a dalt exbarátjával (Blair McDonough) való szakításukról írta Delta.

## A dal szereplése az eladási listákon
A Not me, not I második helyen nyitott az eladási listákon, az angol énekesnő Dido White Flag című dala mögött, és több mint 11.000 példányt adtak el belőle az első héten. Egy héttel később sikerült átvennie a vezetést a lista első helyén, és ezzel Delta negyedik number-one kislemez sikerét aratta Ausztráliában. Ekkor döntötte meg Kylie Minogue korábbi rekordját, akinek "csupán" három olyan dala volt egy albumról, amelyik első lett az eladási listákon.
Az Egyesült Királyságban a dal a 18. helyen debütált, Új-Zélandon pedig a 11. helyet sikerült elérnie.

## Videóklip
A dalhoz készült klipet Newtownban, Sydneyben készítették, Michael Spiccia rendezésében. Nem sokkal korábban diagnosztizáltak az énekesnőnél korai stádiumban lévő rákos megbetegedést, de a klipet mindenképpen el szerette volna készíteni. Delta a klipben rengeteg különböző ruhában látható, és vizuális effektusok segítségével tették még látványosabbá a klipet.

## Diszkográfiája
Ausztrália kislemez 1
- Not Me, Not I – 4:24
- Right There Waiting – 3:36
- Not Me, Not I (instrumental) – 4:24

Ausztrália kislemez 2
- Not Me, Not I – 4:24
- Not Me, Not I (Recorded Live at [V]HQ) – 3:49
- Innocent Eyes (The Luge Mix) – 5:09

UK kislemez 1
- Not Me, Not I
- Right There Waiting

UK kislemez 2
- Not Me, Not I
- Have Yourself a Merry Little Christmas
- Happy Christmas (War Is Over)
- Not Me, Not I" (Recorded Live @ VHQ)
- Not me, Not I" (video)
- Delta at the ARIA Awards 2003 (video)
- Not Me, Not I (Live @ Channel [V] HQ video)

Hivatalos remixek
- Not Me, Not I (Bacci Bro's remix)
- Not Me, Not I (Bacci Bro's remix instrumental)
- Not Me, Not I (instrumental)

## Helyezések a kislemez eladási listákon
| Lista (2003)                            | Helyezés |                   |
| --------------------------------------- | -------- | ----------------- |
| Ausztrália ARIA Singles Chart           | 1        |                   |
| Írország Singles Chart                  | 25       |                   |
| Netherlands Zealand Singles Chart       | 40       |                   |
| Új-Zéland Singles Chart                 | 11       |                   |
| UK Singles Chart                        | 18       |                   |
| 2003 végén                              | Helyezés | Minősítés         |
| Ausztrália ARIA Singles Chart           | 20       | platina (70,000+) |
| Ausztrália ARIA Australian Artist Chart | 6        | platina (70,000+) |

## Fordítás
- Ez a szócikk részben vagy egészben  a   Not Me, Not I című angol Wikipédia-szócikk fordításán alapul.  Az eredeti cikk szerkesztőit annak laptörténete sorolja fel. Ez a jelzés csupán a megfogalmazás eredetét és a szerzői jogokat jelzi, nem szolgál a cikkben szereplő információk forrásmegjelöléseként.